# 伊万·克列伊梅诺夫
伊万·捷连季耶维奇·克列伊梅诺夫（俄语：Иван Терентьевич Клеймёнов，1899年4月11日—1938年1月10日）是一位苏联科学家，苏联火箭技术创始人之一。
1898年4月11日，他出生于俄罗斯坦波夫省旧鲁萨斯塔拉亚村，1920年从红军军事经济学院速成班毕业后，被派往西南前线一直到内战结束。1921年进入莫斯科大学物理与数学系数学专业学习。1923年-1928年被莫斯科市党委选派到茹科夫斯基空军工程学院作进一步的深造。从学院毕业后，克列伊梅诺夫为被任命为空军研究所所长。1930年-1932年期间，曾担任苏联驻德国工程部（驻柏林贸易代表团）副主任。
1932年12月-1933年9月克列伊梅诺夫为列宁格勒气体动力学实验室负责人，与弗拉基米尔·阿泰米维和格奥尔基·叶里霍维奇·朗格马克一起，开始研制无烟火箭火药。1933年-1937年被任命担任喷气研究所所长。
1937年，伊万·克列伊梅诺夫和首席工程师格奥尔基·朗格马克还出席了苏联政府为新式武器开发的授奖活动，但1937年11月2日，他们就遭逮捕。根据刑事判决书：俄罗斯苏维埃社会主义联邦共和国刑法第58-6、58-7、17-58-8、58-11条(调查案件号р2020(13630))他被判处死刑。
1938年1月10日伊万·克列伊梅诺夫被执行枪决，他的骨灰葬在火葬场旁，毗邻顿斯科伊修道院公墓的一座无主坟中。
1955年苏联最高法院军事审判庭通过了№4н07119/55裁定，撤销1938年1月10日军事委员会的判决，指出对伊万·克列伊梅诺夫的指控缺乏犯罪证据，因此，应予以平反。1991年伊万·克列伊梅诺夫被追授为社会主义劳动英雄。
月球背面的科雷米诺夫环形山就是以他的名字命名的。

## 备注
1. ↑  .   [2017-08-14]. （原始内容存档于2020-02-23）.
2. ↑  .   [2017-08-14]. （原始内容存档于2017-07-10）.
3. ↑  .   [2017-08-14]. （原始内容存档于2016-03-04）.